# Полден (Аризона)
Полден (енгл. Paulden) насељено је место без административног статуса у америчкој савезној држави Аризона.

## Демографија
По попису из 2010. године број становника је 5.231, што је 1.811 (53,0%) становника више него 2000. године.
| Група             | 2000.         | 2010.         |
| Белци             | 2.739 (80,1%) | 3.751 (71,7%) |
| Афроамериканци    | 18 (0,5%)     | 35 (0,7%)     |
| Азијати           | 7 (0,2%)      | 19 (0,4%)     |
| Хиспаноамериканци | 535 (15,6%)   | 1.271 (24,3%) |
| Укупно            | 3.420         | 5.231         |